# Леопольдсберг
Леопо́льдсберг (нем. Leopoldsberg) — гора высотой 425 м в венском районе Дёблинг, северо-восточный отрог Венского Леса. Названа по часовне, возведённой святому Леопольду после победы над турками по приказу императора Священной Римской империи Леопольда I в 1693 году.
Леопольдсберг расположен в самой северной точке гористого северного края территории Вены на правом берегу Дуная и вместе с другими, менее высокими горами Бургсталь и Нусберг на востоке образует северо-восточную границу Венского Леса и Альп. Вместе с находящейся в пяти километрах горой Бизамберг на левом берегу Дуная Леопольдсберг образует так называемые Венские ворота, через которые Дунай проходит в Венский бассейн.
Леопольдсберг — северо-восточный отрог Альп, геологически относится к зоне флиша и является популярной смотровой площадкой в Венском Лесу. Спускается к Дунаю с крутизной ската в 50—70 %. Перепад высот от вершины горы до берега реки составляет лишь 260 м.
Граница между федеральными землями Вена и Нижняя Австрия проходит не по вершине Леопольдсберга, а по северному склону горы и у перрона канатной дороги на Леопольдсберг сливается с путями Железной дороги Франца Иосифа. Далее граница огибает Кухелаускую гавань так, что она полностью оказывается на территории Вены.